# Tin whistle
Il tin whistle o pemperino o pennywhistle è un flauto a fischietto, a sei fori, di origine inglese, largamente usato nella musica popolare delle isole britanniche e dell'Irlanda, appartenente alla famiglia dei flauti dritti (la stessa del flauto dolce).
È anche lo strumento su cui si basa la musica tradizionale africana kwela. In Italia è stato chiamato sino a pochi anni or sono flagioletto.

## Descrizione

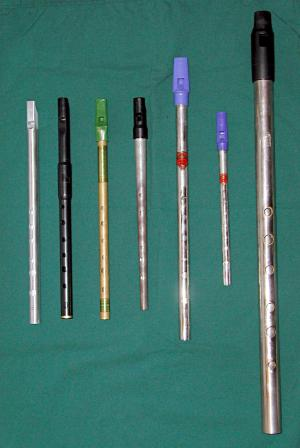
Vari modelli di tin whistle

I suoi nomi (fischietto di latta o fischietto da un penny) derivano dal materiale originariamente usato per la sua fabbricazione (la latta: sono comunque abbastanza comuni anche esemplari fabbricati in altri materiali) e dalla collocazione popolare e ludica dello strumento. Inizialmente considerato un giocattolo per bambini veniva suonato dai ragazzi di strada i quali intrattenevano i passanti e ricevendo qualche spicciolo come ricompensa. Un'altra versione attribuirebbe il nome "pennywhistle" al costo dei primi strumenti commercializzati.
Vi sono testimonianze che attestano l'esistenza di antenati del moderno tin whistle nell'Inghilterra pre-romana. Il tin whistle accresce la propria diffusione nel Medioevo e diviene molto popolare nell'Inghilterra dei Tudor. L'origine del moderno tin whistle è attribuita all'ingegnere inglese Robert Clarke (fondatore dell'omonima azienda) il quale, nel 1843 nel paese di Coney Weston nel Suffolk, costruì il primo pennywhistle usando soltanto latta battuta e saldata a mano e un piccolo pezzo di legno per realizzarne l'imboccatura. Ancora oggi il Clarke viene realizzato con gli stessi materiali e tecniche originari, conservandone la forma conica e il particolarissimo e caratteristico suono e carattere. Nel 1996 l'azienda ha posto in commercio lo "sweetone" un modello sempre conico, ma con imboccatura in ABS riuscendo quindi a coniugare la perfezionata qualità del suono con il carattere tipico determinato dalla forma del tubo. La locuzione "irish tin whistle" (o "irish pennywhistle") non denota una reale appartenenza esclusiva dello strumento all'Irlanda, ma è solo indicativo della sua grande popolarità presso i musicisti irlandesi e, in senso lato, presso i musicisti di tutte le isole britanniche.
I modelli artigianali o semiartigianali professionali, sono di solito costruiti in ottone o alluminio, materiali facilmente lavorabili, di facile reperibilità e particolarmente adatti a sviluppare un volume sufficiente considerata anche la sezione maggiorata dello strumento. In tempi recenti si stanno nuovamente affermando strumenti in legno e qualche sporadico esperimento che utilizza materiali compositi.
Gli esemplari più comuni sono intonati in Re (avendo come nota più grave il Re4) hanno corpo metallico cilindrico o leggermente conico: quando presente, nei modelli più economici il fischietto di plastica è incollato ad una delle estremità, mentre quelli in latta presentano un inserto in legno che funge da imboccatura e sono quindi costruiti in un unico pezzo. L'estensione del tin whistle è due ottave e, come molti strumenti usati nella musica popolare, è uno strumento diatonico: il tin whistle in Re, ad esempio, può produrre le scale di Re maggiore e Sol maggiore. Per questo, il tin whistle è prodotto in una completa serie d'intonazioni: dopo lo strumento in Re, i più comuni sono quelli intonati in Do, Sol e in Si bemolle, quest'ultimo ritenuto da molti musicisti il migliore per qualità ed equilibrio di suono. La diteggiatura è quasi identica a quella del flauto irlandese e differisce lievemente da modello a modello a seconda del diametro del tubo e dei fori.
I suonatori più esperti si avvalgono di particolari tecniche (mutuate dalla cornamusa, dalle pastoral pipe e dalle uillean pipe) per arricchire l'esecuzione, come il vibrato o tremolo, cut, roll, crann, slide, tap.
Le dimensioni ridotte, la facilità d'emissione (la seconda ottava si ottiene con la stessa diteggiatura della prima, ma soffiando più forte nello strumento), la velocità di apprendimento, la semplice diteggiatura oltre al prezzo contenuto fanno del tin whistle lo strumento più adottato tra i giovani che si avvicinano per la prima volta alla musica tradizionale, nonché un souvenir classico per i turisti di ritorno dalla Gran Bretagna o dall'Irlanda: il tin whistle è oggi lo strumento celtico più diffuso nel mondo e oggetto di collezione da parte degli appassionati.
A torto considerato uno strumento minore, e spesso relegato nell'ambito delle compilazioni di musica "da meditazione" o new age, il tin whistle è tuttavia utilizzato con grande virtuosismo da solisti e gruppi di musica tradizionale, in particolare Paddy Moloney, leader del gruppo irlandese The Chieftains, e la statunitense Joanie Madden, la quale lo portò definitivamente all'attenzione del grande pubblico nel 1996 grazie al fortunato album Song of the Irish Whistle. Altri grandi interpreti dello strumento sono gli inglesi Phil Hardy, Michael McGoldrick e Kevin Crawford, il nordirlandese Brian Finnegan, gli irlandesi Mary Bergin, Vinnie Kilduff e Cormac Breatnach e gli scozzesi Tony Hinnigan e Julie Fowlis. Oltre alla musica folk britannica e irlandese, anche la musica tradizionale Kwela prevede un ruolo predominante per il tin whistle. La maggior parte dei flautisti lo usa come secondo strumento. Oggi è presente un'immensa varietà di tin whistles costruiti da aziende e artigiani con vari materiali e diverse caratteristiche, e con prezzi che spaziano da pochi euro fino ad oltre 500. Vanno poi ricordate una notevole discografia e una sterminata mole di manuali e metodi di apprendimento.
Il tin whistle, assieme al "low whistle", accordato un'ottava più bassa, è stato utilizzato da Howard Shore per la creazione della colonna sonora del  Signore degli Anelli ed emerge particolarmente in alcuni brani come The Shire. Questo strumento è stato utilizzato anche dai Beatles nella canzone The Fool on the Hill.